# Greenview (Wirginia Zachodnia)
Greenview – jednostka osadnicza w Stanach Zjednoczonych, w stanie Wirginia Zachodnia, w hrabstwie Boone.